# Julia Marino (snowboard)
Pour les articles homonymes, voir Julia Marino.
Julia 'Jules' Marino, née le 11 septembre 1997 à Brooklyn (New York), est une snowboardeuse américaine qui participe à des compétitions dans les disciplines de slopestyle et big air.

## Biographie
En tant que nouvelle, en 2017 aux X Games à Aspen's Buttermilk Mountain, elle a remporté la médaille d'or en slopestyle et une médaille de bronze en big air. C'est la première femme snowboardeuse à gagner deux médailles lors de ces mêmes Jeux en 17 ans. Sur la session qui lui a valu la médaille d'or, elle est devenue la première femme à exécuter un Cab 900 double underflip au cours de la compétition des XGames Slopestyle féminin. Elle a continué sur cette lancée aux X Games à Hafjell, en Norvège, en remportant une médaille d'argent au big air et une de bronze en slopestyle, pour arriver à un total de quatre médailles aux X Games pour sa première année.
En tout, Julia Marino est monté huit fois sur le podium lors d'événements prestigieux et internationaux au cours de cette saison de compétition.
Elle concourt pour la première fois aux Jeux olympiques d'hiver de 2018. Aux Jeux olympiques d'hiver de 2022 à Pékin, elle remporte la médaille d'argent en slopestyle.

## Palmarès

### Jeux olympiques
- Médaille d'argent en slopestyle aux Jeux olympiques d'hiver de 2022 à Pékin

### Coupe du monde
- 2 petits globe de cristal :
  - Vainqueur du classement big air en 2016.
  - Vainqueur du classement slopestyle en 2023.
- 13 podiums dont 9 victoires.

| Épreuve / Édition | Big air | Slopestyle                          |
| ----------------- | ------- | ----------------------------------- |
| 2015-2016         | Boston  |                                     |
| 2016-2017         |         | Québec                              |
| 2017-2018         | Québec  |                                     |
| 2018-2019         | Québec  |                                     |
| 2019-2020         |         | Laax                                |
| 2022-2023         |         | Mammoth Mountain Calgary Silvaplana |
| 2023-2024         |         | Laax                                |